# Reglament de lliure comerç (1778)
El Reglament de lliure comerç amb Amèrica de 1778, el nom complet del qual és Reglament i Aranzels Reials per al Comerç Lliure d'Espanya a les Índies, va ser promulgat pel rei Carles III d'Espanya el 12 d'octubre de 1778 en el marc de les reformes borbòniques, per tal de flexibilitzar el monopoli comercial espanyol existent, i per això va obrir al comerç 13 ports d'Espanya amb 27 de les Índies.

## Antecedents:El monopoli del comerç
A partir del descobriment d'Amèrica, la corona espanyola va establir l'anomenat Monopoli Comercial Espanyol com a sistema de comerç amb les Índies.
Per decrets reials de 10 de gener i 14 de febrer de 1503 es va crear la Reial Casa de Contractació d'Índies, fixant la seva seu a Sevilla, per tal de fomentar i regular el comerç i la navegació amb el Nou Món. La seva denominació oficial era Casa y Audiencia de Indias i va establir un asiento que va monopolitzar tota l'activitat mercantil entre Espanya i Amèrica.
Les polítiques econòmiques monopòliques van provocar tensions entre els diferents actors econòmics de l'Imperi espanyol.

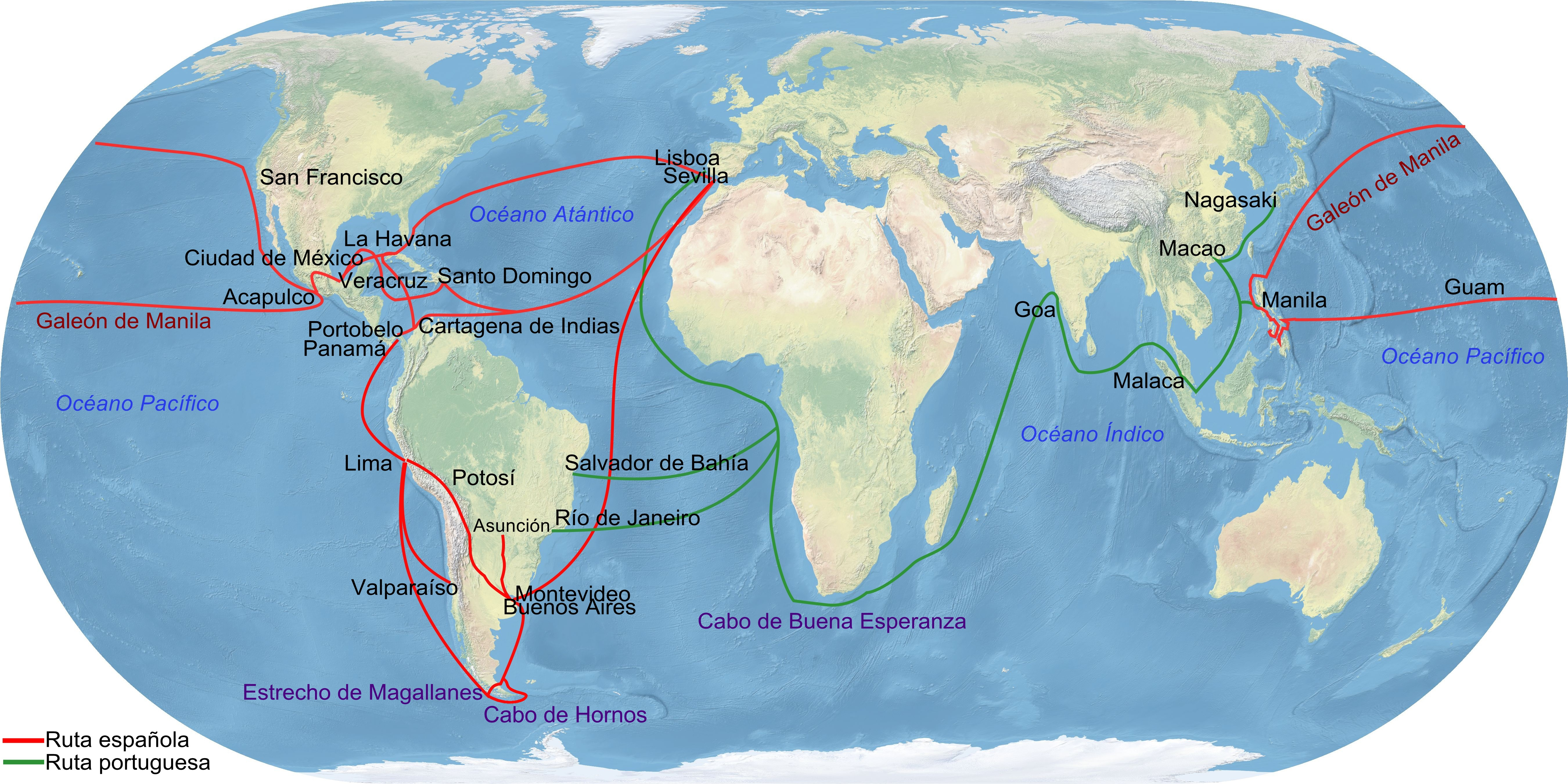
Principals rutes comercials de l'Imperi espanyol amb les Índies
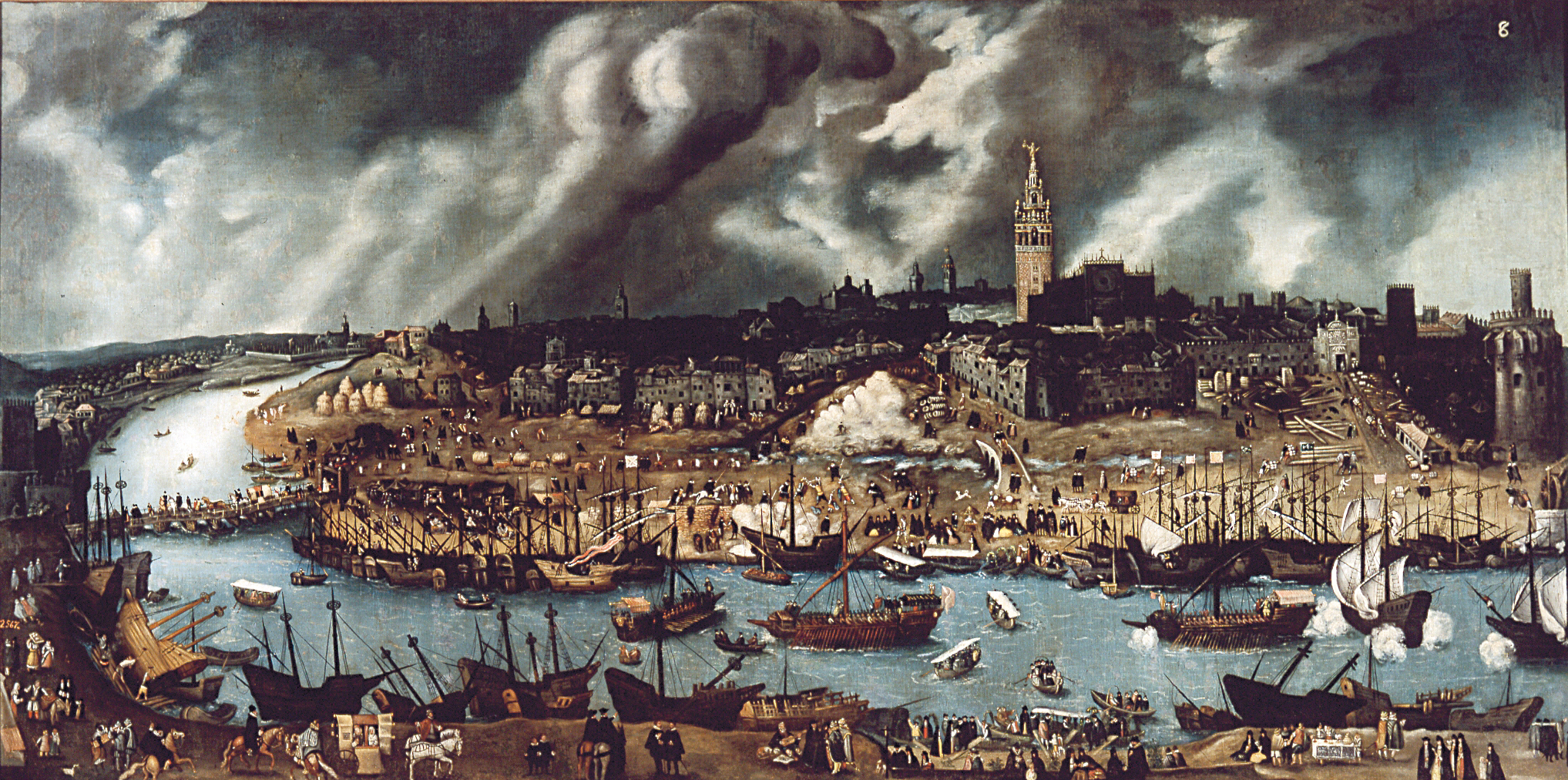
Sevilla a la segona meitat del segle xvi, per Alonso Sánchez Coello, seu de la Reial Casa de Contractació d'Índies fins al 1717

El ferri domini del comerç ultramarí gadità es va mantenir com a tal fins al 1680, quan es va establir que els vaixells procedents d'Amèrica poguessin despatxar tant a Cadis com a Sevilla.
Dins la gradual i lenta implementació de les reformes borbòniques, tendents a aplicar polítiques econòmiques de lliure canvi comercial, la Casa de la Contractació es va traslladar oficialment a Cadis el 1717.
Un primer pas cap a la liberalització comercial va ser el Decret de lliure comerç de 1765 que va autoritzar el comerç intern entre 5 illes del Carib: Cuba, Santo Domingo, Puerto Rico, Trinitat i Margarita, amb 9 ports de la metròpoli: Cadis, Sevilla, Màlaga, Alacant, Barcelona, Cartagena, Santander, La Corunya i Gijón, eliminant-se també els drets de palmeo.
El 1768, les noves normes reservades al Carib es van fer extensives també a Louisiana i, el 1770, a Yucatán i Campeche. Al començament de 1778, es van obrir al lliure comerç Perú, Xile i el Riu de la Plata; a Espanya, Almeria, Tortosa, Palma i Santa Cruz de Tenerife a Canàries.

## El Reglament

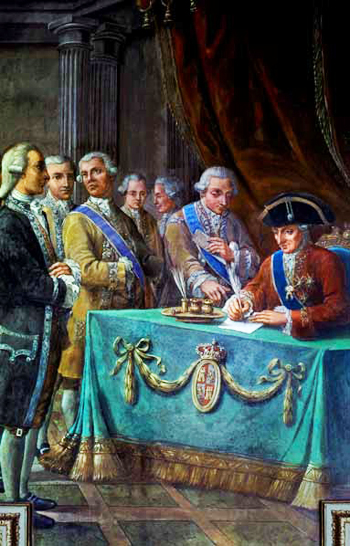
Carles III signant el Decret de lliure comerç amb Amèrica el 1778, per Pere Pau Muntanya

El 12 d'octubre de 1778 el rei Carles III va signar el Reglament de lliure comerç, que sota les directrius del ministre José de Gálvez redactaria Francisco de Saavedra, culminant el procés de lliure canvi iniciat el 1765.
En la seva introducció exposa les intencions i finalitats del seu dictat:
| « | Com que des de la meva exaltació al Tron d'Espanya va ser sempre el primer objecte de les meves atencions i cures la felicitat dels meus estimats Vassals d'aquests Regnes i els d'Índies, he anat dispensant els uns i els altres, les moltes gràcies i beneficis que s'han de perpetuar en la seva memòria i reconeixement. I considerant Jo, que només un Comerç, lliure i protegit entre Espanyols Europeus, i Americans, pot restablir als meus Dominis l'Agricultura, la Indústria i la Població al seu antic vigor. | » |

El reglament estava compost per 55 articles, va ampliar la llibertat de comerç, va habilitar a 13 els ports metropolitans (Sevilla, Cadis, Màlaga, Almeria, Cartagena, Alacant, Tortosa, Barcelona, Santander, Gijón, La Corunya, Palma i Santa Cruz de Tenerife) i a 24 ports americans (San Juan de Puerto Rico, Santo Domingo, Monte-Christi, Santiago de Cuba, Batabanó, l'Havana, Illa Margarita, Trinitat, Campeche, Golf de Santo Tomàs de Castilla, Omoa, Cartagena de Índias, Santa Marta, Riohacha, Portobelo, Chagres, Tierra Firme, Montevideo, Buenos Aires, Valparaíso, La Concepción, Arica, Callao i Guayaquil).
Es va excloure Veneçuela fins al 1788, per protegir els interessos de la Reial Companyia Guipuscoana de Caracas (que es va dissoldre el 1785) i Mèxic, pel temor que la prosperitat d'aquest territori provoqués la despreocupació cap a altres zones menys actives, cosa que anava contra la idea rectora del projecte. El 29 de febrer del 1789 es va ampliar el comerç lliure a Mèxic. S'acompanyava amb els aranzels que fixaven els preus oficials dels productes i els impostos a pagar. La liberalització només va ser relativa i l'expressió no es justificava més que en comparació amb els monopolis i les prohibicions totals del període precedent. Apuntava a desenvolupar els intercanvis entre Espanya i Hispanoamèrica, però dins d'un marc de protecció i vigilància.
Aquesta disposició va ser continuada pel rei Carles IV mitjançant el Decret de vaixells neutrals de 1797, pel qual es va obrir el comerç americà a altres països d'Europa. Un dels objectius del reglament va ser protegir els súbdits peninsulars i americans contra la creixent competència estrangera, prohibint-se el transport de certs productes, quan no eren nacionals i establint-se un sistema aranzelari diferent per a productes estrangers i nacionals.

## Conseqüències del Reglament
Entre 1778 i 1796, la nova política va provocar un immediat i durador ascens de les importacions americanes. Entre 1779 i 1782, el comerç va augmentar un 50% i entre 1782 i 1787, la progressió va assolir una mitjana anual del 389%, amb pics que van assolir fins al 600%. Hi va haver també períodes menys favorables, influïts per la conjuntura internacional després de la independència dels Estats Units d'Amèrica i, de manera més duradora, a partir del 1793.
En el període 1796 a 1808, la conjuntura internacional va canviar radicalment arran d'alguns esdeveniments internacionals, com el Tractat de Basilea signat entre Espanya i França el 1795, la declaració de guerra d'Anglaterra el 1796 o el bloqueig del port de Cadis a 1797.
Una part de la historiografia pensa que el Reglament responia a un programa previ, que tenia com a objectiu el desenvolupament econòmic del país. D'altres, al contrari, pensen que la disposició responia únicament al desig de la Corona d'augmentar els ingressos públics.
La irrupció d'aquestes noves polítiques va ser el fet econòmic més significatiu de l'època i va permetre la incorporació dels productes espanyols a Europa. València, Barcelona i Bilbao es van convertir en grans ports comercials. També es va unir Madrid amb la xarxa de ports i es van crear fàbriques reials que van introduir l'elaboració de manufactures a gran escala. Un dels efectes d'aquest procés va ser la progressiva especialització productiva de les zones de la península.